# Tanat Valley Light Railway
| Tanat Valley Light Railway               | Tanat Valley Light Railway |
| ---------------------------------------- | -------------------------- |
| Bahnhof Llanrhaidr mochnant im Jahr 1958 |                            |
| Streckenlänge:                           | 24,0 km                    |
| Spurweite:                               | 1435 mm (Normalspur)       |
| Maximale Neigung:                        | 15,6 ‰                     |
| Zweigleisigkeit:                         | nein                       |
|                                          |                            |

Die Tanat Valley Light Railway (TVLR) war eine 1904 eröffnete normalspurige Strecke einer Light Railway von 24 Kilometern Länge von Llanyblodwel in Shropshire (England) entlang des Flusstales des Tanat nach Llangynog in Powys (Wales). Die Strecke bot Zugang in ein abgelegenes Gebiet und Transportmöglichkeiten für die Schieferproduktion und die Landwirtschaft. Den Projektträgern gelang es nicht, das Kapital für den Bau der Strecke aufzubringen, aber eine Reihe staatlicher Zuschüsse und die beträchtliche Großzügigkeit der Cambrian Railways ermöglichten den Bau der Strecke. Das Unternehmen war ständig verschuldet und musste die Strecke 1921 an die Cambrian Railways verkaufen. Die Nutzung durch den ländlichen Personenverkehr brach nach dem Zweiten Weltkrieg zusammen und die Strecke wurde 1951 erst für den Personenverkehr und 1964 dann vollständig stillgelegt. Sie ist heute eine seit 2009 auf einer kurzen Teilstrecke betriebene Museumseisenbahn.

## Geschichte
In der Gegend zwischen der Strecke der Great Western Railway durch Llangollen im Norden und der Strecke der Cambrian Railways durch Welshpool im Süden gab es viele bevölkerungsreiche Dörfer. Die Berwyn- und Aran-Berge (mit steilen Gefällen und geringer Bevölkerungszahl) bildeten zusammen eine Barriere für eine durchgehende Eisenbahnlinie nach Westen in Richtung Küste. Schieferabbau und Landwirtschaft waren die dominierenden Wirtschaftszweige der Region, und beide litten Mitte des 19. Jahrhunderts unter Transportschwierigkeiten.
Im Laufe der Jahre wurden mehrere Pläne vorgeschlagen, die jedoch am mangelnden Interesse von Anlegern scheiterten. Ein ehrgeiziger Plan bestand darin, die West Midland Railway durch Montgomery und Bala durch die Region zu verlängern und durch einen langen Tunnel durch die Berwyn-Berge zu gelangen. Wenn dieses Vorhaben erfolgreich gewesen wäre, hätte es der Great Western Railway vielleicht eine Hauptstrecke nach Holyhead gegeben. Diese Erschließung wurde stattdessen von der Chester and Holyhead Railways übernommen.
Im Jahr 1866 wurde die Potteries, Shrewsbury and North Wales Railway von Shrewsbury zu den Steinbrüchen und Nantmawr eröffnet. Diese Eisenbahn sollte durch das Tanat-Tal nach Porthmadog weiterführen, es gelang ihr jedoch nicht, das erforderliche Kapital aufzubringen. Im Jahr 1882 war der Bau einer Oswestry- und Llangynog-Eisenbahn per Gesetz des Parlaments genehmigt worden, es gelang den Betreibern jedoch nicht, das erforderliche Kapital aufzubringen, und sie wurde 1889 offiziell aufgegeben.

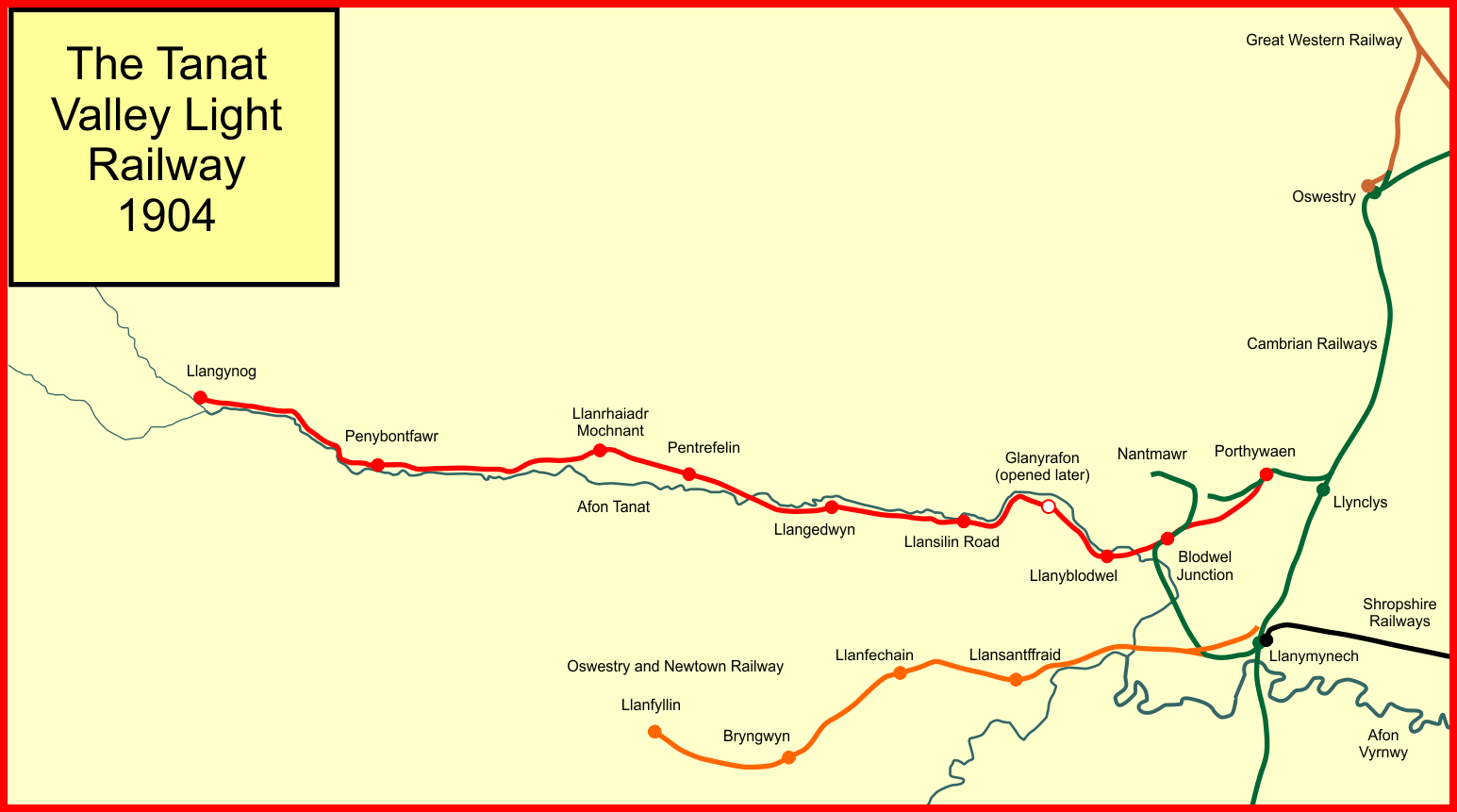
Strecke der Tanat Valley Light Railway im Jahr 1904

Nachdem 1896 der Light Railways Act verabschiedet wurde, um den Bau kostengünstiger Eisenbahnstrecken zu ermöglichen, wurde erneut über eine Eisenbahn im Tanat-Tal nachgedacht. Es wurden zwei Alternativen entwickelt: eine war als Schmalspurstrecke vom Endpunkt Llanfyllin als Zweigstrecke der Cambrian Railways in der Prüfung, die andere war eine Normalspurstrecke ab Porthywaen, einem Ort sechs Kilometer südlich von Oswestry gelegen. Letztere wurde nach Beratung angenommen.
Die Cambrian Railways erklärten sich bereit, die Strecke für 60 Prozent der Bruttoeinnahmen zu betreiben, und es wurde ein Zuschuss des Finanzministeriums von 22.000 £ (entsprechen einer Kaufkraft von etwa 1,96 Millionen Euro in 2017) sowie ein zinsloses Darlehen von 6.000 £ vereinbart. Finanzielle Unterstützung wurde auch von den örtlichen Behörden bereitgestellt, das Aktienkapital der Gesellschaft betrug 15.000 £.
Der Hauptgeschäftsführer der Cambrian Railways, C. S. Denniss, schätzte die Investitionskosten der Strecke auf 46.000 £, die Einnahmen würden 2.950 £ pro Jahr betragen. Nach Abzug von Zinsen und Fixkosten würde damit eine Dividende von 4 Prozent möglich sein. „Der Spielraum ist zugegebenermaßen gering“, kommentierte er. In demselben Zeitungsbericht wurden unterschiedliche Zahlen des Stadtschreibers von Oswestry, J. Parry-Jones, geltend gemacht. Das Gesamtkapital der Gesellschaft sollte 65.500 £ betragen. Die lokalen Behörden hatten Darlehen oder Aktienzeichnungen in Höhe von 18.500 £ versprochen, während das Finanzministerium 18.000 Pfund als kostenlosen Zuschuss (allerdings mit Bedingungen) versprochen hatte. Die Treuhänder des Llangedwyn Estate hatten 20.000 Pfund versprochen, wahrscheinlich als Aktienzeichnung; Aktien im Wert von 1.500 £ von George Herbert, 4th Earl of Powis, und etwa 4.000 £ von anderen lokalen Investoren. „Die Kreditfähigkeit des Unternehmens beträgt 12.000 £, so dass ihm für das erforderliche Kapital von 65.500 £ ein Betrag von über 55.900 £ sicher ist.“ Auf dieser äußerst unsicheren Grundlage wurde das Unternehmen der Tanat Valley Company gegründet.
Die Light Railway Order wurde am 12. September 1899 erlassen, allerdings waren in den Jahren 1904 und 1908 Änderungsverordnungen erforderlich, um die Kapitalbeschaffung zu erleichtern.
Als Generalbauunternehmer wurde J. Strachan aus Cardiff ausgewählt, er war bekannt als Auftragnehmer für den Bau der Welshpool and Llanfair Light Railway. Der erste Spatenstich erfolgte am 12. September 1899 in Porthywaen durch die Gräfin von Powis, der eigentliche Bau begann jedoch erst im Juli 1901. Die Strecke wurde am 21. Dezember 1903 vom Inspektionsbeamten des Board of Trade inspiziert, am 5. Januar 1904 offiziell eröffnet und der öffentliche Personenverkehr begann am folgenden Tag.
Als Tyer and Company 1906 2.480 £ für die für die Strecke gelieferte Signal- und Beleuchtungsausrüstung forderte, behauptete die Tanat Valley Company, sie habe die Anlage nur „im Namen der Cambrian Railways“ bestellt.

## Strecke
Die Personenzüge fuhren von Oswestry aus südwärts über die Strecke der Cambrian Railways bis nach Llynclys, bogen dann nach Westen auf den Abzweig der Cambrian Railways in Porthywaen ab, verließen diesen am Personenbahnhof Porthywaen und fuhren nun auf die Strecke der TVLR selbst ein. Die Gleise waren jetzt viel leichter gebaut und bestanden aus Vignoles-Schienen (mit flachem Boden), die direkt an den Schwellen befestigt waren. Der Nantmawr-Zweig der Cambrian Railways traf von Norden her mit der neuen Strecke zusammen. Der erste Halt war Blodwel Junction mit nur einem Bahnsteig. Der Bahnhof Blodwel war 1866 als Endstation der Potteries-Linie eröffnet worden und damals als Llanyblodwel bekannt und Teil des Abzweigs, der den Weg der TVLR kreuzt. Eine Straße überquert die Eisenbahnstrecke auf einer Brücke bei Blodwel; Dies ist der einzige Ort, an dem eine Brücke eine Straße überquert.
Der nächste Bahnhof war Llanyblodwel, kurz nach diesem Stopp hielt der Zug erneut, damit die Lokomotive Wasser schöpfen konnte. Glanyrafon kam geographisch als Nächstes, war aber zum Zeitpunkt des Besuchs von Perkins und Fox-Davies noch nicht geöffnet und wurde von ihnen daher nicht erwähnt. Auf diesen Abschnitt folgte die Überquerung der Grenze zu Wales mit einem Anstieg von 1 zu 64. Llansilin Road ist die nächste Station, die bedient wird. Dann folgt der Bahnhof Llangedwyn, wo eine Zugkreuzung möglich war, gefolgt vom kleinen Bahnhof Pentrefelin und dann Llanrhaiadr Mochnant, der ebenfalls als Kreuzungsbahnhof gebaut wurde. Acht Kilometer Meilen entfernt von dort wurde ein Stausee für die Liverpool Corporation Waterworks gebaut und die neue Eisenbahn wurde für den Transport von Baumaterialien genutzt. Die Strecke führt weiter nach Pedair Ffordd und endet in Llangynog. Die Fahrzeit ab Oswestry betrug 70 bis 75 Minuten.
Die Strecke steigt fast durchgängig bis Llangynog an. Nur auf einem kurzen Abschnitt bis Blodwel Junction geht es leicht mit 1 zu 72 Gefälle abwärts, dann folgt ein knapp ein Kilometer langer Anstieg mit 1 zu 64 und geht dann über in eine moderate Steigung bis zur Endstation. Porthywaen liegt etwa 95 Meter und Llangynog etwa 170 Meter über dem Meeresspiegel.

### Bahnhöfe

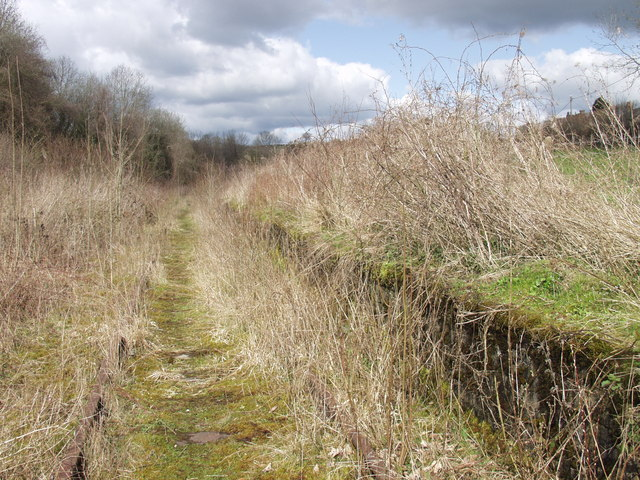
Bahnhof Porthywaen im Jahr 2006

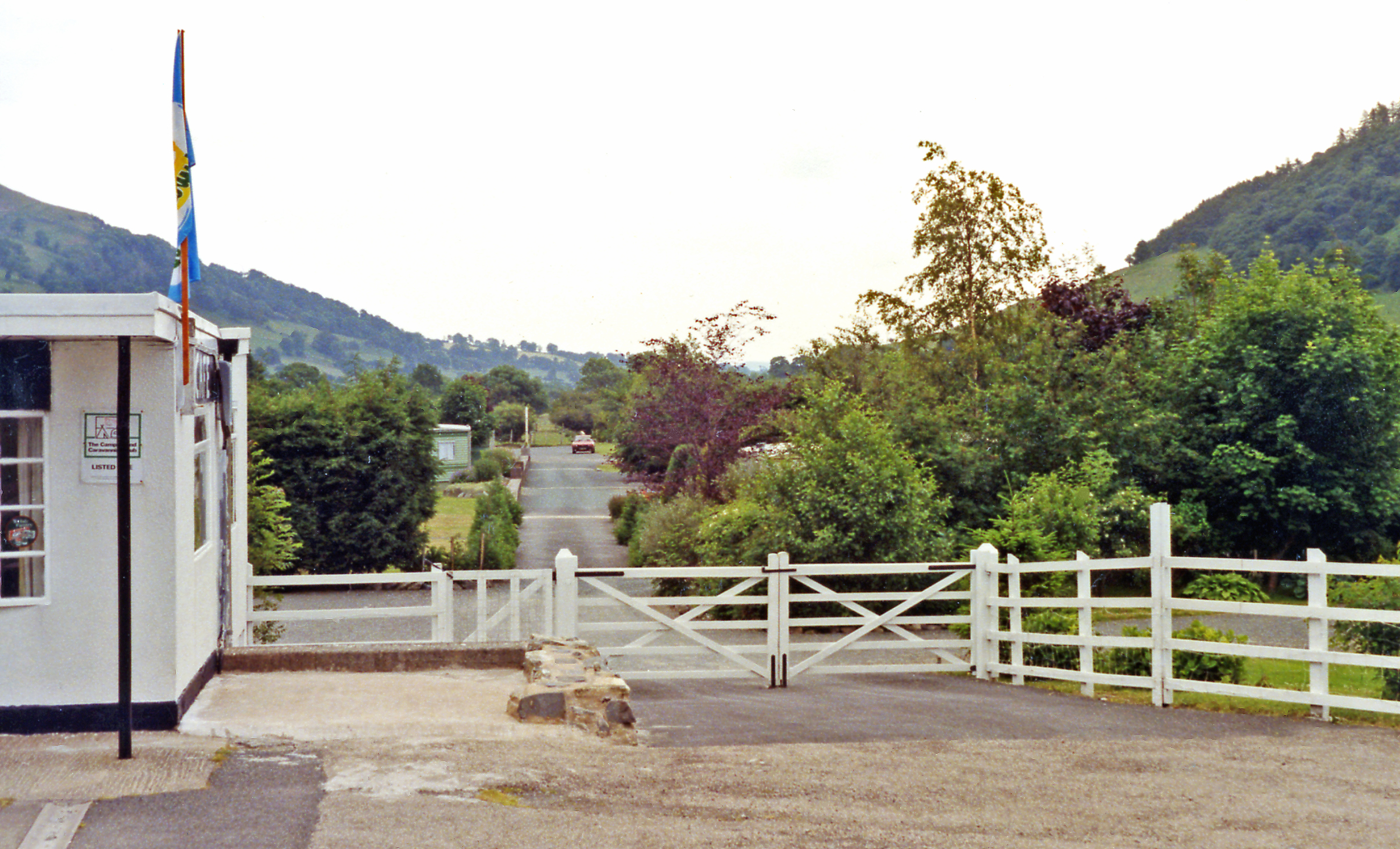
Bahnhof Llangynog mit Blick auf die ehemalige Strecke westwärts im Jahr 1992

Die Haltepunkte entlang der Strecke wurden am 6. Januar 1904 eröffnet und mit der Stilllegung am 15. Januar 1951 geschlossen:
- Porthywaen mit Anschluss an die Cambrian Railways
- Blodwell Junction
- Llanyblodwell
- Glanyrafon
- Llansilin Road
- Llangedwyn
- Pentrefelin
- Llanrhaiadr Mochnant
- Pedair Ffordd
- Penybontfawr
- Llangynog

## Museumseisenbahn
Im Jahr 1998 begann eine Gruppe lokaler Eisenbahnbegeisterter mit der Idee, ob der Erhaltung der ehemaligen Tanat Valley Light Railway, die seit Jahrzehnten zwar stillgelegt, aber in großen Teilen nicht abgebaut war, in größerem Umfang möglich ist, um einen Museumsbetrieb darauf einzurichten. In 2004 erwarb die TVLR Co. einen Abschnitt des stillgelegten Gleisbetts, das auf einer Länge von gut drei Kilometern (2 Meilen) wiederhergestellt wird, und pachtete 25 Hektar angrenzendes Land, um darauf einen vielseitigen Themenpark für die ganze Familie anzulegen. Die neue Tanat Valley Light Railway Company (TVLR) hat seither ihren Sitz bei den ehemaligen Kalköfen in Nantmawr auf dem alten Abzweig der Cambrian Railways. Die TVLR plant, Züge von Nantmawr nach Llanddu am Blodwell Quarry zu betreiben. Die TVLR verkehrte im November 2009 mit ihren ersten Zügen auf einem Streckenabschnitt von einer Drittel Meile (0,54 Kilometer).
Im Mai 2018 erwarb die Bahn eine Dieselrangierlokomotive vom Typ Ruston & Hornsby 88 mit dem Spitznamen „Crabtree“ und einen Elektrotriebwagen Klasse 309 vom geschlossenen Electric Railway Museum in Warwickshire. Im Juli 2021 übernahm die Museumsbahn zwei kurz zuvor ausgemusterte Pacer der Klasse 143 von Transport for Wales. Im August 2022 wurde ein dritter Pacer an die TVLR geliefert.

### Fahrzeugpark
- Dieseltriebwagen[11]
  - BR Class 143 Pacer, Nr. 143601 (Wagennr. 55642 und 55667)
  - BR Class 143 Pacer, Nr. 143616 (Wagennr. 55657 und 55682)
  - BR Class 143 Pacer, Nr. 143619 (Wagennr. 55660 und 55685)

- Diesellokomotiven
  - Ruston & Hornsby 4wd Diesel-Mechanisch 88DS, Baujahr 1953, Nr. 338416 „Crabtree“
  - Ruston & Hornsby 4wd Diesel-Mechanisch 88DS, Nr. 416568
  - Ruston & Hornsby 4wd Diesel-Mechanisch 165DS, Nr. 390772 „Francis Baily Of Thatcham“

- Elektrotriebwagen
  - BR Class 309, Nr. 960101, dient als Museums- und Buffetwagen in Nantmawr

### Bildergalerie Museum

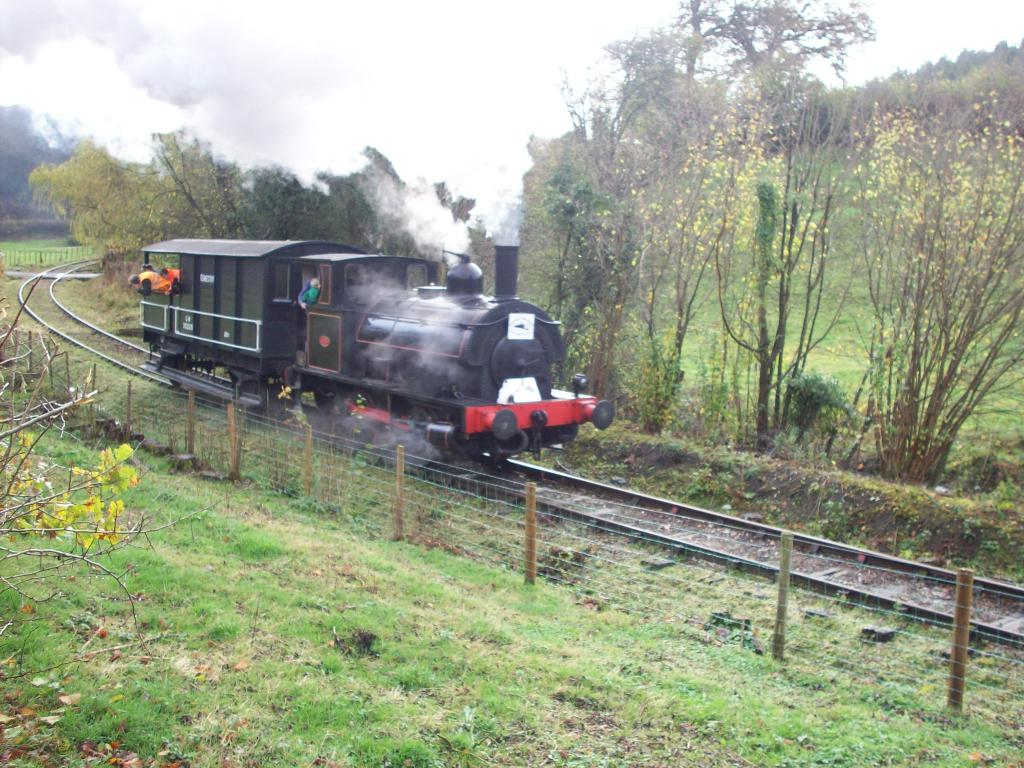
Dampflok 1827 mit Personenwagen auf der Museumsstrecke (Nov. 2009)
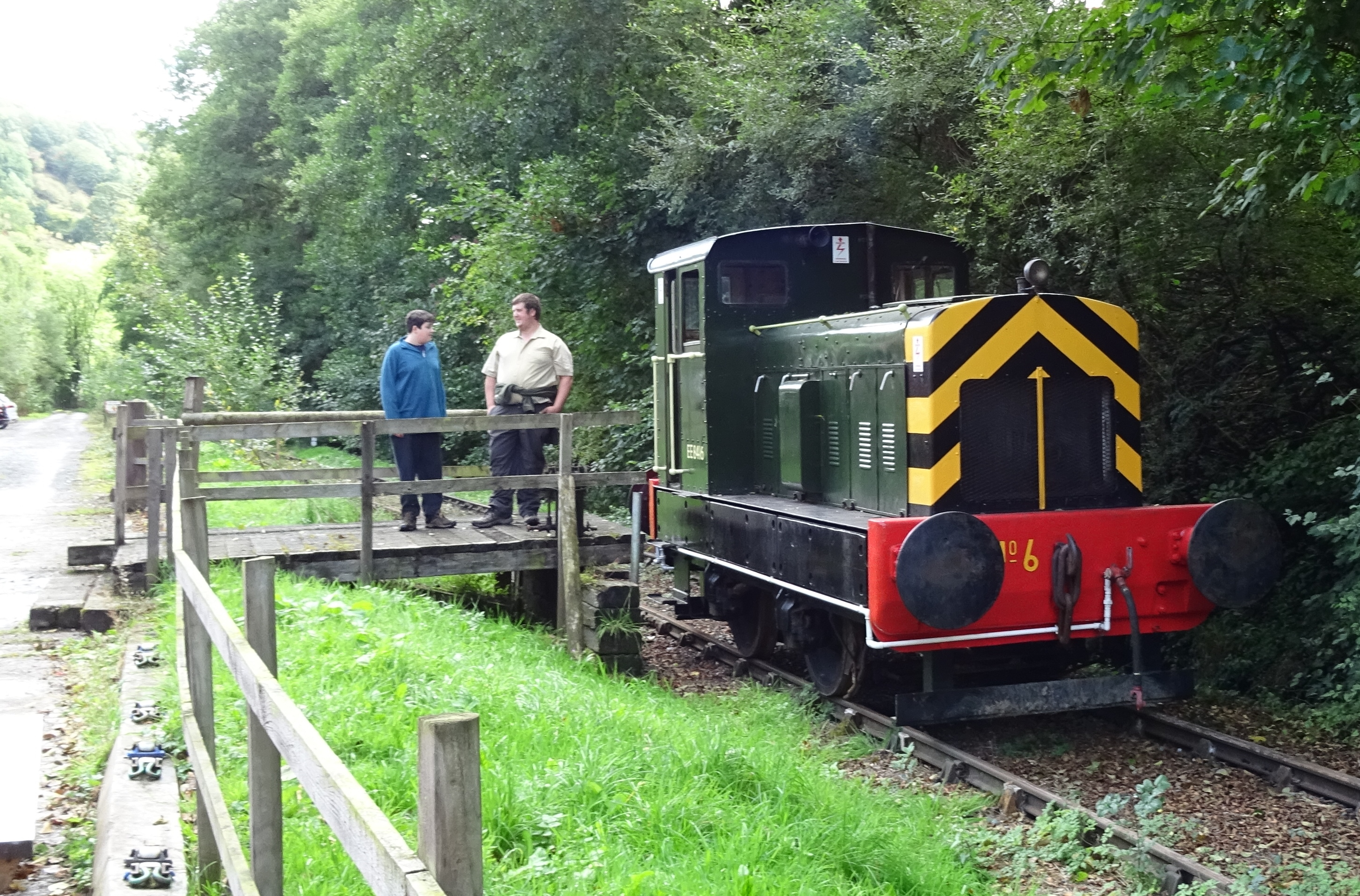
Diesel-Mechanische Rangierlok Ruston & Hornsby 88 „Crabtree“ am Behelfsbahnsteig in Nantmawr (Sep. 2018)
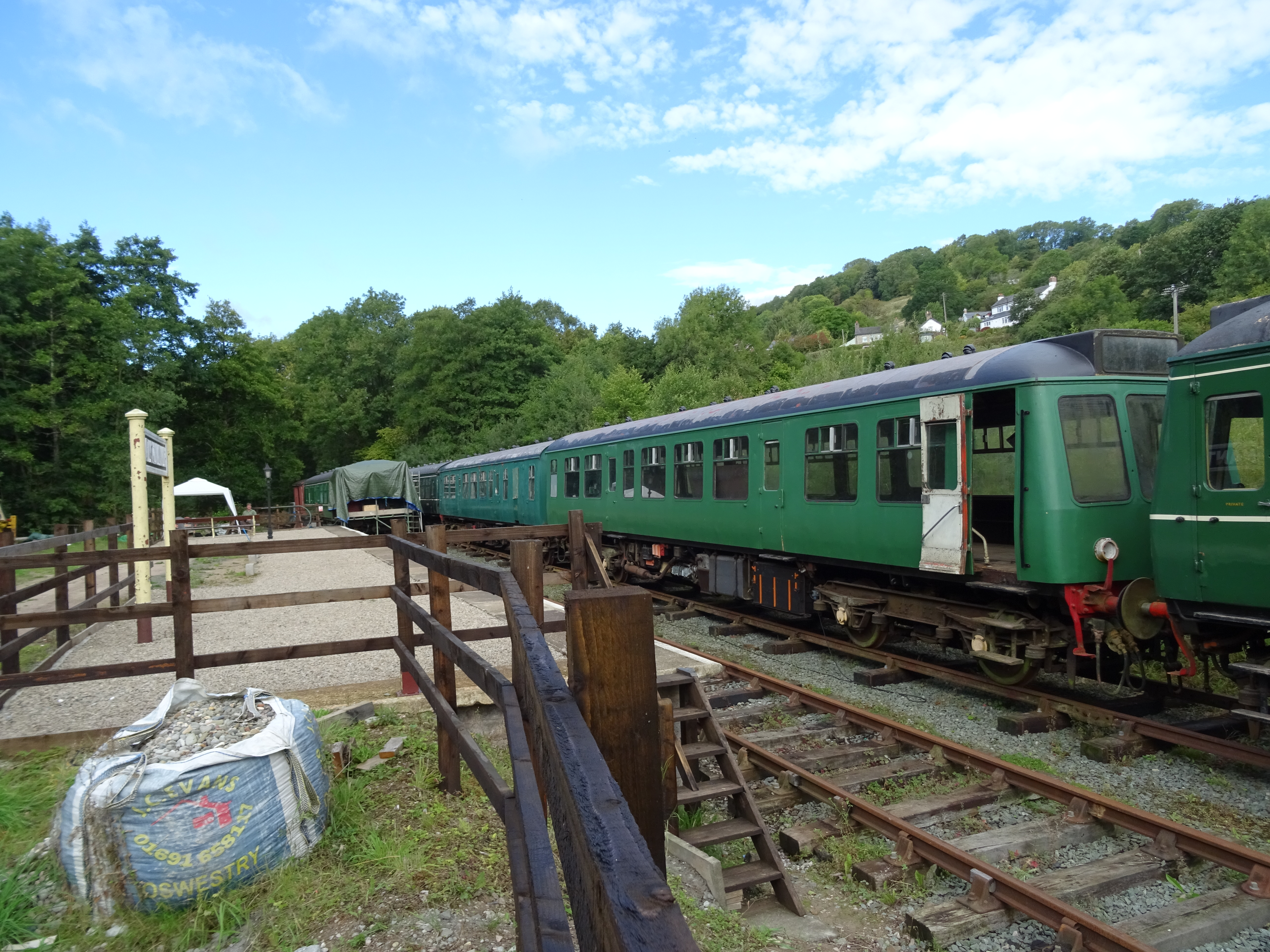
Der neue befestigte Bahnsteig in Nantmawr (Sep. 2018)
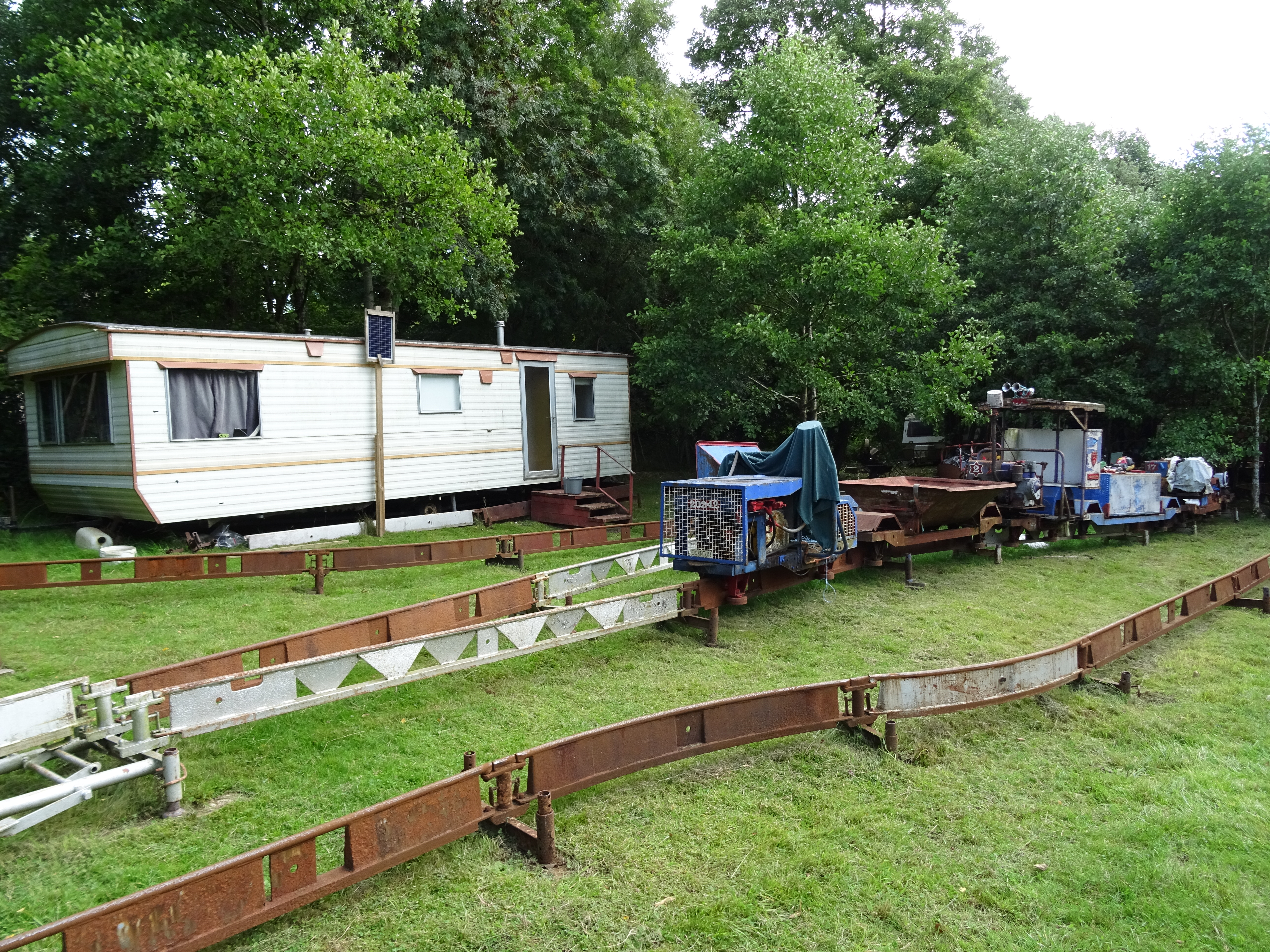
Strecke und Fahrzeuge der Road Machines-Einschienenbahn (Sep. 2018)
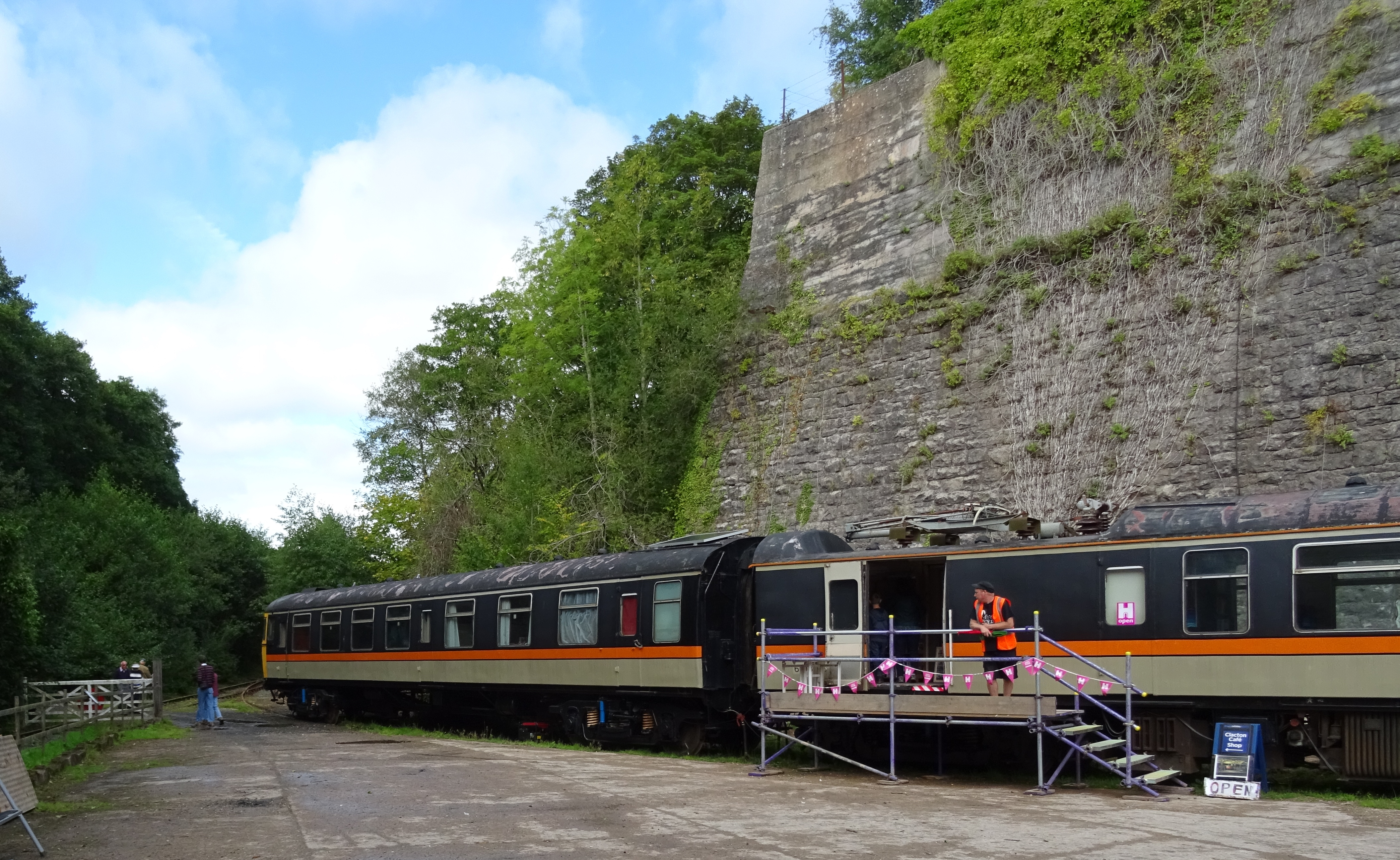
Class 309 Elektrotriebwagen Nr. 960101 an den Heritage Open Days 2018